# Laaghalerveen
Laaghalerveen (52° 56′ N, 6° 31′ L) é uma cidade dos Países Baixos, na província de Drente. Laaghalerveen pertence ao município de Midden-Drente, e está situada a 8 km, a sul de Assen.